# Ljubljanica
Ljubljanica (udtalt: [ljuˈbljáːnitsa]), kendt i middelalderen som Sava, er en flod i den sydlige del af Ljubljana-bassinet i Slovenien. Sloveniens hovedstad, Ljubljana, ligger ved floden. Ljubljanica begynder sit løb syd for byen Vrhnika og løber ud i Sava-floden omkring 10 km nedstrøms fra Ljubljana. Dens største tilløb er kanalen Mali Graben.  Inklusiv dens kilde, tilløbet Lille Ljubljanica (slovensk: Mala Ljubljanica), er floden 41 kilometer lang. Den lille Ljubljanica løber sammen med den store Ljubljanica (slovensk: Velika Ljubljanica) efter 1,3 km og floden fortsætter sit løb som Ljubljanica.
Ljubljanica er en fortsættelse af flere karstfloder, der strømmer fra Prezid Karst-feltet (slovensk: Prezidsko polje) til Vrhnika på overfladen og under jorden i huler, og så siges floden poetisk at have syv navne (seks navneændringer): Trbuhovica, Obrh, Stržen, Rak, Pivka, Unica og Ljubljanica.

## Arkæologisk betydning
Ljubljanica er blevet et populært sted for arkæologer og skattejægere at dykke efter historiske relikvier og artefakter. Steder i floden mellem Ljubljana og Vrhnika har budt på stykker af historie fra stenalderen til renæssancen, der tilhører en række forskellige grupper, fra lokale antikke kulturer til mere kendte grupper som romerne og kelterne. Et af de mere markante fund er en taks-spydspids, fundet i 2009 i Sinja Gorica. Den er blevet dateret til omkring 35.000 til 45.000 før vores tid, Szeletian-perioden, og supplerer de sparsomme data om tilstedeværelsen af stenalderjægere i Ljubljana-moserne.
Præcis hvorfor Ljubljanica blev en dumpingplads for varer er ukendt, men de fleste historikere mener, at det hænger sammen med, hvordan lokal tradition altid har holdt floden som et helligt offersted. Disse skatte kan være blevet tilbudt "til floden under overgangsritualer, i sorg eller som taksigelse for vundne kampe."
Ljubljanica er blevet en populær attraktion i Europa for skattejægere. Dette har skabt en etisk debat mellem lokalhistorikere og internationale skattesøgere. Det menes, at floden har budt på mellem 10.000 og 13.000 genstande, hvoraf mange er gået tabt for offentligheden. Mange stykker er blevet solgt til private samlinger eller gemt væk af de originale skattejægere. I 2003 erklærede Sloveniens nationale parlament floden for et sted af kulturel betydning for at hjælpe med at bremse denne tendens og forbød dykning i den uden tilladelse.

## Galleri
- Ljubljanica ved Nove Fužine
- Floden ved nat
- Reflekser ved Cankar
- Centrum i Ljubljana med Annunciationkirken i baggrunden
- Ljubljanica set fra Cobblerbroen i Ljubljana
- En af kilderne til Ljubljanica at Bistra Castle near Vrhnika
- Ljubljana set fra Ljubljanica